# スティーブ・スミス (バスケットボール)
スティーブ・スミス(Steven (Steve) Delano Smith,1969年3月31日 - ）はNBAで活躍した元プロバスケットボール選手。ポジションはガード。身長203センチ、体重100キロ。長身ガードとして「マジック・ジョンソン2世」と呼ばれた。

## キャリア
ミシガン州立大学時代に "マジック・ジョンソンの再来" として注目され、1991年のNBAドラフト5位でマイアミ・ヒートに指名された。1995年にはアトランタ・ホークスに移り、1998年のNBAオールスターゲームに出場している。その後、ジミー・ジャクソン、アイザイア・ライダーとのトレードでポートランド・トレイルブレイザーズに移籍した。2001年のオフシーズンにはデレック・アンダーソンとのトレードでサンアントニオ・スパーズに移籍。2003年のNBAファイナルでは優勝を味わったが、マヌ・ジノビリの台頭もあり、プレーオフを通じて出場機会は限られた。その後ニューオーリンズ・ホーネッツ、シャーロット・ボブキャッツでプレイした。2005年2月24日、トレード期限間際にマリック・アレンとのトレードで古巣のヒートに移籍し、そこで引退宣言をした。

## アメリカ代表
1994年にドリームチームIIに選ばれ優勝している。また、2000年シドニーオリンピックでも代表に選ばれて金メダルを獲得した。

## 人物
スミスはチャリティ活動に精力的に動いていることで知られている。また、2002年にはジョー・デュマーススポーツマンシップ賞を受けている。
NBAキャリア通算1試合あたり、14．3得点、3.2リバウンド、3.1アシスト、3ポイントシュート成功率35.8%を記録した。ホークスチーム記録の1試合9つの3ポイントシュートを決めたことがある。
現在はホークスのゲーム中継の解説とTNTとNBATVの解説者を務めている。